# Gerrit Pieter Roos
Gerrit Pieter Roos (Aardenburg, 6 december 1822 – Calais, 1893) was een Zeeuws en West-Vlaams schrijver.

## Levensloop
Aanvankelijk was Roos werkzaam als bediende en archivaris van de gemeente Aardenburg en was ook betrokken bij een boekhandel. Hij trouwde in Sluis met L.E. van Dale, de zus van de bekende onderwijzer en woordenboekauteur Johan Hendrik van Dale. Roos begon jong met het leveren van letterkundige bijdragen in jaarboekjes en almanakken, vooral in Cadsandria, christelijken almanach en in Den Navorscher. In 1856 bezorgde hij de uitgave van de Nagelaten gedichten van Jacobus Faro. Gedurende een kwarteeuw leverde hij bijdragen voor de Almanach voor Hollandsche Blijgeestigen, de Zeeuwse Volksalmanach, de  Almanach voor het schoone en het goede en werkte ook mee aan de Bijdragen voor de oudheidkunde en geschiedenis, inzonderheid van Zeeuwsch Vlaanderen door Jansen en Van Dale.
Vanaf 1879 verhuisde hij naar Roeselare. De reden hiervoor was dat hij borg had getekend voor zijn schoonbroer, die failliet ging en hij hierdoor zelf in moeilijkheden geraakte. Hij werd er archivaris en bibliothecaris voor het Willemsfonds, wat hem bevriend maakte met Jan Frans Willems. Hij was ook in briefwisseling met Guido Gezelle. Hij was ook werkzaam binnen de protestantse gemeente in Roeselare. In 1885 verhuisde hij naar Calais, waar hij bij zijn dochter ging wonen en in 1893 overleed.

## Gerrit Roos en Guido Gezelle
In 1874 verscheen in Oostburg het Beknopt geschied- en aardrijkskundig Woordenboek van Zeeuwsch-Vlaanderens Westelijk Deel opgemaakt door G.P. Roos, archivaris van de gemeente Aardenburg. Nadat hij naar Roeselare uitgeweken was, bezorgde hij in 1881 een exemplaar van dit boek aan Guido Gezelle.
Gezelle, die toen in Kortrijk woonde, bedankte met een briefkaart, geadresseerd aan "Mynheer G.P. Roos, archivaris der Gemeente Aardenburg". De kaart werd afgestempeld met "Courtrai, 6 aoüt 1881". Op het adres is het woord Aardenburg doorstreept, en vervangen door Roulers. Een tweede poststempel draagt "Aardenburg, 7 aug. 81", en de kaart werd voor de derde maal afgestempeld in "Roulers, 8 aoüt 1881". G.P. Roos plakte de kaart van Gezelle in zijn eigen exemplaar van het Woordenboek, tegenover blz. 185, waar gehandeld wordt over de vaart Brugge-Damme-Sluis, die van 1810 tot 1813, op bevel van keizer Napoleon, werd gegraven door Spaanse krijgsgevangenen.
De tekst op de kaart luidde: Achtbare Heer, Heb met het aldergrootste genoegen uw bekn. woordenboek gelezen. Heb myn vader zaliger hooren vertellen van 't graven der Damsche vaart, etc. Heb eenen Barbio gekend, den zoon van een dier gevangene Spanjaards, die, onder 't geweld den (sic) gehaten dwingeland, spanerden...
Mag ik U een maandelyks verschynend bladtje voor eigen vlaamsche taalgeleerdheid laten geworden en zult gy my altemets geen woordeken of twee inlichting toezenden? ul. ootm. dienaar, Guido Gezelle, 19, Handboogstr. Kortrijk.
Het maandelijks blaadje was het tijdschrift Loquela, uitgegeven door Gezelle, en waarvan de eerste aflevering verscheen op "Meiavond 1881".

## Publicaties
- De Ithaca van Jan Trochée, wedergevonden door twee Aardenburgers (G.P. Roos en A. de Ligny), Aardenburg, Schoonhoven 1843).
- Vrolijke tooneelen uit het leven van Heldewijs, in zijn leven pastoor te Lapschuere (West-Vlaanderen), meer algemeen bekend onder den naam van de paap Lapscheure, samen met A. de Ligny, in losse verzen, Middelburg, 1846.
- Rasalama, De dienstmaagd des Heeren op Madagascar, dichtstuk, Sluis, 1850.
- Een handvol veldbloemen, poëzie, Middelburg, 1875.
- Beknopt geschied- en aardrijkskundig woordenboek van Zeeuwsch-Vlaanderen: Westelijk deel, Oostburg, 1874. Dit werk getuigt van zijn buitengewone bekendheid met Zeeuwsch Vlaanderen.
- Naemlijst der predikanten van Aardenburg, met aantekeningen, z.d.